# Cléry-le-Grand
Cléry-le-Grand é uma comuna francesa na região administrativa de Grande Leste, no departamento de Meuse. Estende-se por uma área de 7,18 km². Em 2010 a comuna tinha 95 habitantes (densidade: 13,2 hab./km²).